# Religion i Sydsudan
Religion i Sydsudan (2020 estimat).
     Kristendom (60.5%)     Islam (6.2%)     Traditionel afrikansk religion (32.9%)     Andre (0.4%)
Der er modstridende rapporter om den religiøse tro i Sydsudan, skønt alle er enige om, at de tre vigtigste religioner er traditionelle afrikanske religioner, kristendom og islam. Den sydsudanesiske præsident Salva Kiir Mayardit, selv romersk-katolsk, sagde, mens han talte ved Saint Theresa-katedralen i Juba i Sydsudan, at Sydsudan ville være en nation, der respekterer religionsfriheden. De rapporterede relative andele af tilhængere af afrikansk traditionel religion og kristendom har varieret.

## Historie
Kristendommen har en lang historie i det område, der nu udgør staten Sydsudan. Oldtidens Nubien blev nået af den koptiske kristendom i det 2. århundrede. Missionærvirksomhed fra det koptiske Etiopien konsoliderede det koptiske kirkesamfund i Sydsudan. I 1920 oprettede Church Mission Society et bispedømme, der blev udvidet til at omfatte Lui.

## Religiøst tilhørsforhold
I de tidlige 1990-ere viste officielle optegnelser over Sudan som helhed (Sudan og Sydsudan), at en stor procentdel holdt sig til afrikansk traditionel religion (17%) og kristendom (8%) (dog begge hovedsagelig beliggende i syd, nogle også på khartoum). Blandt kristne er de fleste katolske og anglikanske, selvom andre kirkesamfund også er aktive, og overbevisninger om afrikansk traditionel religion ofte blandes med kristen tro.
Foruden andre kilder hævder de anglikanske og katolske kirker stort medlemskab. Den amerikanske episkopale kirke hævdede 2 millioner medlemmer i 2005 i den episkopale kirke i Sudan.

## Kristendom
Kristendommen er den dominerande religion i landet, Cirka tre femtedele af befolkningen er kristne. Den koptiske ortodokse kirke var den første kirke, som etableredes i Sydsudan år 350, med omkring 3.000 medlemmer ifølge en beregning. Omtrent halvdelen af befolkningen tilhører den Romersk-katolske kirke, som startede sin virksomhed i 1913. Henved en syvededel af befolkningen tilhører den sudanesiske episkopale kirke. Den første evangelske kirke oprettedes i 1899. I Sydsudan findes også små grupper af baptister, mormoner, presbyterianere, Jehovas vidner, anglikanere og tilhørende pinsebevægelsen. Der findes også uafhængige afrikanske kirker, hvoraf de fleste er protestantiske.

### Romersk-katolsk kristendom
I Sydsudan er cirka 6,2 miljoner, omtrent 37,2% af befolkningen, romersk-katolske kristne. Sydsudan har en kirkelig provins med en ærkebiskop og seks stifter. Romersk-katolske kristne missionærere kom til Sudan i 1842 som en del af det missionærarbejde, som blev gjort i Østafrika på daværende tidspunkt. Missionærerne opførte blandt andet skoler og sygehuse og forbedrede lokalbefolkningens levevilkår. Missionsarbejdet var fremgangsrigt og de fleste i lokalbefolkningen - som indtil da havde praktiseret traditionel religion - opgav deres gamle religion og blev romersk-katolske kristna. Da Sydsudan gjorde sig fri af Sudan, valgte majoriteten af katolikerna, som overvejende fandtes i Juba og områderne omkring byen, at slutte sig til Sydsudan.

### Episkopale kirker og andre former for kristendom
Anglikanerne kom til Sudan i 1899 via kirkens missionærarbejde og omvendte titusinder ved sit arbejde og sine prædikener. For tiden er den anglikanske kirke repræsenteret ved den biskopale kirke i Sudan, som er den næst største kirke i både Sudan og Sydsudan efter den katolske kirke. Den Forenede Presbyterianske Kirke påbegyndte sit arbejde i Sudan år 1900. Presbyterianerkirken fremkom fra den sydlige del af Sudan (nu Sydsudan) som et resultat af missionsarbejdet, som i stor udstrækning blev vel modtaget i syd men ikke i nord. i 1920-erne kom flere andre missionærgrupper til Sudan, de flesta af dem kun virkende i syd inklusive evangelikalere, den sudanesiske kristkirke og den afrikanske indlandskirke. Disse kristne grupper står for 36,5% af Sydsudans befolkning.

## Traditionel afrikansk tro og animisme
Ca. tredjedel af befolkningen tror på traditionelle afrikanske religioner. Før missionærernes ankomst til Sudan praktiserede de fleste af befolkningen traditionel tro og animisme som blandt andet indebar åndetro, anvendelse af magi og traditionel medicin. Der fandtes hellige steder for dyrkelse som floder og skove, hvor ofringer fandt sted. I dag praktiserer kun 19% af befolkningen traditionelle religioner med flertallet i Sydsudans byer. Men deres myter og tro svinder hurtigt med den moderne generation, som foretrækker andre former for religion som kristendom eller islam.

## Islam
Omkring 6% af befolkningen betragter sig som muslimer. 